# Chapter 17: The Apostate
"Chapter 17: The Apostate" es el primer episodio de la tercera temporada de la serie de televisión estadounidense en streaming The Mandalorian. Fue escrito por el showrunner Jon Favreau y dirigido por el productor ejecutivo de la serie Rick Famuyiwa. Fue lanzado en Disney+ el 1 de marzo de 2023. El episodio recibió críticas positivas de los críticos.

## Trama
La Armera forja un nuevo casco para un expósito que está siendo aceptado en el credo. Se lleva a cabo una ceremonia en la que debe jurar que nunca se quitará el casco, pero se interrumpe cuando un monstruo ataca a la tribu. El clan inicialmente no logra defenderse, pero son salvados por Din Djarin y Grogu, quienes se han reunido. Djarin habla con La Armera, expresando su creencia de que puede ir a Mandalore y bañarse en las aguas vivas. La Armera acepta que será aceptado nuevamente en el clan si logra cumplir su objetivo.
Djarin y Grogu se dirigen a Nevarro, donde se reúnen con el ahora Gran Magistrado Greef Karga. Karga le ofrece a Djarin un lugar para vivir, pero él se niega. Los dos son interrumpidos por una banda de piratas que eran miembros del gremio de Karga. Matan a todos menos a uno en un enfrentamiento, ya que quieren que informe a otros sobre la gran fuerza de Greef.
Djarin explica que planea revivir a IG-11, ya que necesita un droide a su lado en Mandalore. Recuperan lo que queda de las partes de IG-11 de su estatua conmemorativa e intentan revivirlo. Eventualmente tienen éxito, pero IG-11 vuelve a su programación original e intenta matar a Grogu. Después de apagarlo, solicitan la ayuda de los mecánicos de Anzellan. Le informan a Djarin que necesita un núcleo de memoria para reparar a IG-11. Deja a Nevarro en su búsqueda y le pide a Karga que cuide de IG-11 mientras él no está.
Mientras intentan salir de Nevarro, Djarin y Grogu son atacados por una banda de piratas, incluido al que enfrentaron antes. Eventualmente son conducidos a su líder Gorian Shard, quien le pide a Djarin que entregue su nave. Djarin salta al hiperespacio y finalmente se dirige a Kalevala, un planeta en el sistema Mandalore, donde ahora reside Bo-Katan Kryze. Ella le explica a Djarin que ya no planea recuperar Mandalore, ya que sus aliados se dieron por vencidos con ella en su búsqueda del sable oscuro y se convirtieron en mercenarios. Ella le da la ubicación de las aguas vivas de Mandalore y Djarin junto a Grogu emprende su misión de rendención.

## Producción

### Desarrollo
Al hablar sobre la ausencia de Cara Dune en la temporada posterior al despido de la actriz Gina Carano, el director del episodio, Rick Famuyiwa, dijo que el personaje seguía siendo "una gran parte... del mundo" y que Favreau se tomó el tiempo para abordar su ausencia. Sin embargo, los creativos sabían que "el corazón del espectáculo" era Din Djarin y Grogu con Dave Filoni afirmando que la temporada "trataba principalmente de mandalorianos y la saga mandaloriana, la historia mandaloriana", y cómo eso afecta la historia del dúo.

### Casting
Todos los actores coprotagonistas de este episodio regresan de episodios anteriores e incluyen a Emily Swallow como La Armera, Carl Weathers como Greef Karga, Taika Waititi como IG-11 y Katee Sackhoff como Bo-Katan Kryze. El elenco de actores invitados adicionales para este episodio incluye al sobrino de Jimmy Kimmel, Wesley Kimmel, como Ragnar, un expósito mandaloriano, y Nonso Anozie como Gorian Shard, un pirata. The Mandalorian es representado físicamente por los dobles de acción Brendan Wayne y Lateef Crowder, y Wayne y Crowder reciben crédito como coprotagonistas por primera vez en el episodio.

### Música
Joseph Shirley compuso la partitura musical del episodio, reemplazando a Ludwig Göransson.

## Recepción
En Rotten Tomatoes, el episodio tiene una puntuación del 86 % según las reseñas de 29 críticos, con una puntuación media de 7,2/10. El consenso de los críticos del sitio web dice: "Consistentemente atractivo a pesar de todo el escenario para lo que está por venir, el primer episodio de la tercera temporada de The Mandalorian inicia una nueva búsqueda prometedora para Din y Grogu". Metacritic, que utiliza un promedio ponderado, asignó una puntuación de 70 sobre 100 basada en 14 críticos, lo que indica "críticas generalmente favorables".